# Phormium
Phormium és un gènere de plantes, que conté dues espècies, dins la família de les asfodelàcies. Una de les espècies és endèmica de Nova Zelanda i l'altra espècie és una planta nativa de Nova Zelanda i l'illa Norfolk. Les dues espècies es coneixen a Nova Zelanda com a 'flax' (lli) però no hi estan emparentades.

## Taxonomia
Phormium és un gènere establert originàriament pel naturalista Johann Reinhold Forster i el seu fill Georg Forster el 1775 d'espècimens de Phormium tenax recollits pels dos Forsters i el naturalista suec Anders Erikson Sparrman. Tots ells formaven part del segon viatge del Capità James Cook a bord del Resolution (1772–1775). Els espècimens van ser recollits a Queen Charlotte Sound, les illes Norfolk i North Island. El nom de Phormium prové del grec antic que significava cistella i tenax en llatí significava "fort".

## Descripció

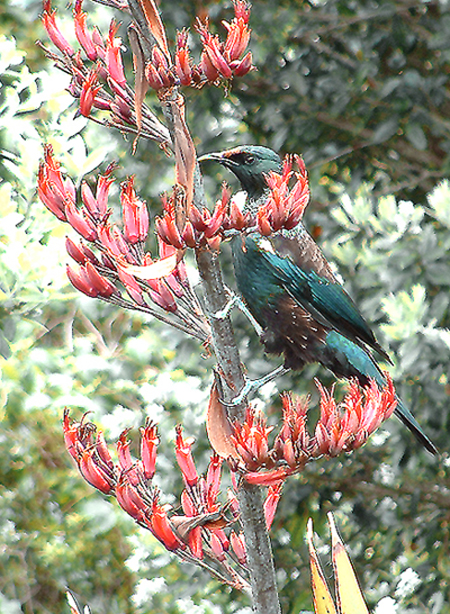
Phormium tenax,flors amb la mateixa curvatura que el bec de l'ocell Tui.

Les fulles lanceolades fan fins a tres metres de llarg i 125 mm d'amplada. Hi ha nombroses varietats amb fulles variegades en les cultivars de jardineria.
Les tiges florals poden fer fins a 5 metres de llargada. A Nova Zelanda floreixen al novembre amb unes flors corbades riques en nèctar que atrauen l'ocell anomenat tui i també els insectes.

## Usos
Les fulles de Phormium produeixen fibres llargues que s'han utilitzat molt a Nova Zelanda